# Sabine Ullmann
Sabine Ullmann (* 20. November 1964 in Nördlingen) ist eine deutsche Historikerin.

## Leben
Sabine Ullmann war zunächst im Buchhandel tätig und studierte anschließend von 1987 bis 1992 Geschichte und Politikwissenschaft an der Universität Augsburg. 1997 wurde sie bei Rolf Kießling mit einer Studie über das Verhältnis von Christen und Juden in der Vormoderne promoviert. Von 1992 bis 1997 war sie wissenschaftliche Mitarbeiterin am Institut für Europäische Geschichte der Universität Augsburg und in den folgenden Jahren bis 2006 wissenschaftliche Assistentin am Lehrstuhl für Landesgeschichte der Universität Augsburg. Ihre Habilitationsschrift mit dem Titel „Geschichte auf der langen Bank“ über den Reichshofrat unter Maximilian II. führte 2004 zur Erlangung der Lehrbefugnis für die Fächer Geschichte der Frühen Neuzeit und Landesgeschichte. Seit 2006 ist sie Professorin für Vergleichende  Landesgeschichte und Geschichte der Frühen Neuzeit an der Katholischen Universität Eichstätt-Ingolstadt. 2011 erhielt sie einen Ruf auf den Lehrstuhl für Geschichtliche Landeskunde an der Universität Trier (abgelehnt).
Ihre Forschungsschwerpunkte sind die jüdische Geschichte während der Frühen Neuzeit, die Vergleichende Landesgeschichte sowie die Geschichte des Alten Reiches. Seit 2012 leitet sie zusammen mit Gabriele Haug-Moritz (Universität Graz) das von der Deutschen Forschungsgemeinschaft und dem österreichischen Fonds zur Förderung der wissenschaftlichen Forschung (FWF) geförderte Projekt „Untertanensuppliken am Reichshofrat unter Kaiser Rudolf II. (1576–1612)“. Sie ist Mitherausgeberin der Forschungen zur Geschichte der Juden und des Jahrbuchs für Regionalgeschichte.

## Mitgliedschaften
- Seit 2007 Mitglied der Kommission für bayerische Landesgeschichte an der bayerischen Akademie der Wissenschaften
- Seit 2011 Erste Vorsitzende der Gesellschaft zur Erforschung der Geschichte der Juden e. V.
- Seit 2012 Vorstandsmitglied in der AG Landesgeschichte im Verband der Historiker und Historikerinnen Deutschlands
- Seit 2012 Vorstandsmitglied der Schwäbischen Forschungsgemeinschaft e. V.

## Schriften

### Monographien
- Nachbarschaft und Konkurrenz. Juden und Christen in den Dörfern der Markgrafschaft Burgau 1650 bis 1750. (= Veröffentlichungen des Max-Planck-Instituts für Geschichte, 151), Göttingen 1999 [Dissertation 1997], ISBN 3-525-35466-5.
- Geschichte auf der langen Bank. Die Kommissionen des Reichshofrats unter Kaiser Maximilian II. (1564–1576). (= Veröffentlichungen des Instituts für Europäische Geschichte Mainz, Abteilung für Universalgeschichte, 214), Mainz 2006 [Habilitationsschrift 2004], ISBN 978-3-8053-3705-2.

### Herausgeberschaften
- Forschungen zur Geschichte der Juden Hrsg. v. Alfred Haverkamp, Sabine Ullmann in Verbindung mit Andras Brämer, Christoph Cluse, Johannes Hahn und Franz Irsigler (Schriftenreihe der Gesellschaft zur Erforschung der Geschichte der Juden e. V. und des Arye Maimon-Instituts für Geschichte der Juden).
- Jahrbuch für Regionalgeschichte. Hrsg. von Helmut Bräuer, Josef Ehmer, Rainer S. Elkar, Gerhard Fouquet, Mark Häberlein (verantwortlich), Franklin Kopitzsch, Reinhold Reith, Martin Rheinheimer, Dorothee Rippmann, Susanne Schötz und Sabine Ullmann, seit Bd. 29 (2011).